# Offenbach (Main) Güterbahnhof

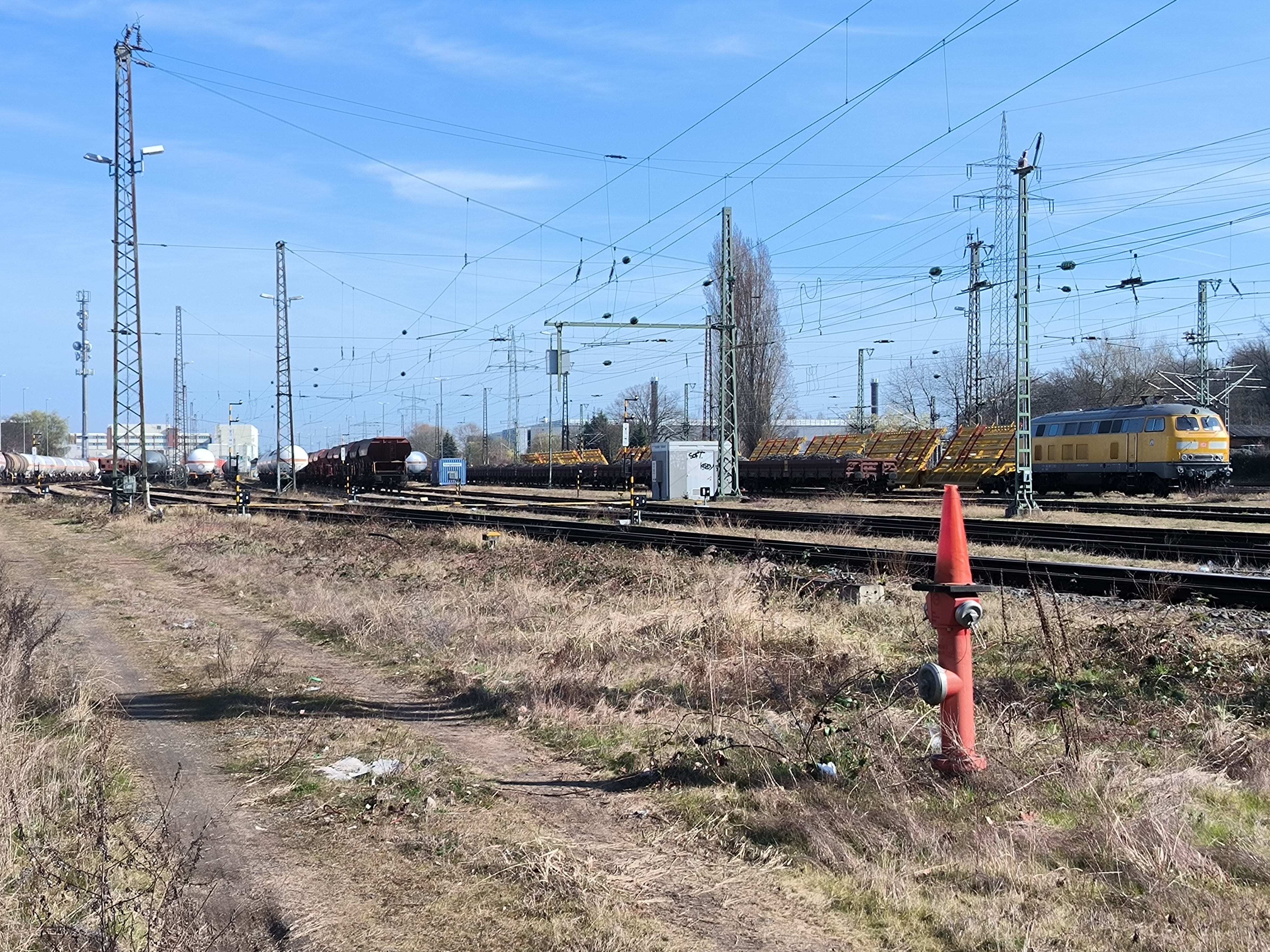
Offenbach (Main) Güterbahnhof

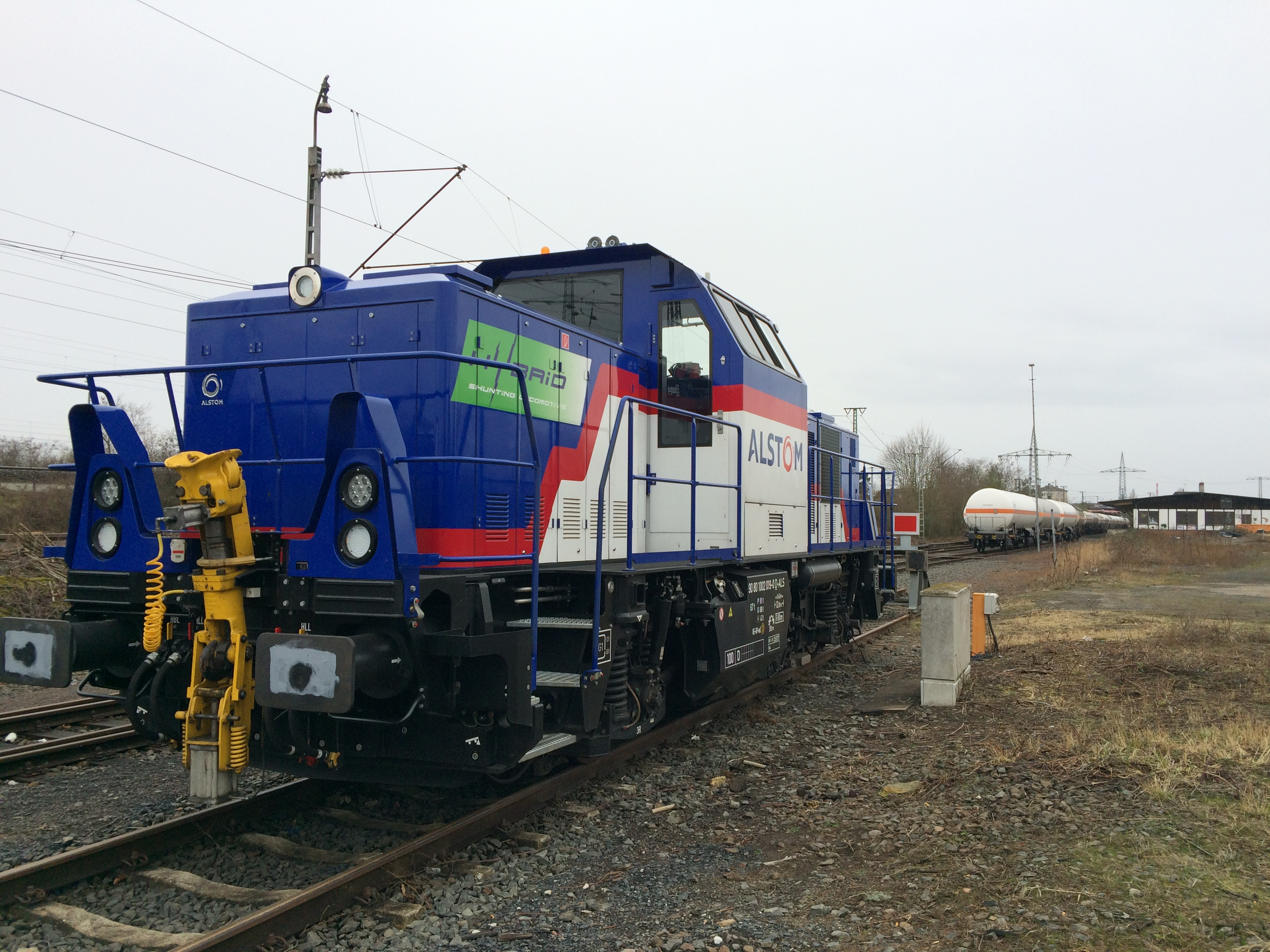
Eine abgestellte Alstom H3 am Güterbahnhof Offenbach

Offenbach (Main) Güterbahnhof (Offenbach Gbf) ist der Güterbahnhof der hessischen Stadt Offenbach am Main.

## Geschichte
Mit der Eröffnung der Eröffnung der Bebraer Bahn in ihrem letzten Abschnitt, der Bahnstrecke Hanau–Frankfurt, ging auch ein Güterbahnhof in Offenbach in Betrieb. Er lag direkt neben dem Personenbahnhof, dem Offenbacher Hauptbahnhof. Aufgrund des Platzmangels in dem innenstadtnahen Bereich musste umgeplant werden und Offenbach erhielt 1919 einen neuen Güterbahnhof am heutigen Standort im Osten der Stadt, ebenfalls an der Bahnstrecke Hanau–Frankfurt. Der Güterbahnhof war Ausgangspunkt der Hafenbahn Offenbach, die bis in das Jahr 2002 betrieben wurde, und indirekt auch der Industriebahn Offenbach, die 1993 außer Betrieb ging. In den 1960er Jahren verfügte der Güterbahnhof über 50 Weichen und 12 km Gleisanlagen. Täglich wurden 400 Wagenladungen abgefertigt.

## Betrieb
Nach Schließung des Frankfurter Hauptgüterbahnhofs 2005 übernahm der Offenbacher Bahnhof die wenigen zuletzt dort wahrgenommenen Aufgaben. Er wurde als Satellitenbahnhof des Güterbahnhofs Mainz-Bischofsheim betrieben und erhielt eine Direktverbindung nach Mannheim Rangierbahnhof. Dazu wurde die Anlage in Offenbach reaktiviert. Der Verkehr nahm in der Folgezeit allerdings stetig ab. Ab 2010 wurden zahlreiche Gleise zurückgebaut, dann dort die Zugbildung aufgegeben und die Anlage schließlich nur noch zum Abstellen von Fahrzeugen genutzt. Allerdings wurde sie, als Offenbach Hauptbahnhof 2012 ein Elektronisches Stellwerk erhielt, mit ausgerüstet und nun als Bahnhofsteil von Offenbach Hauptbahnhof betrieben.
Seit dem Fahrplanwechsel am Ende des Jahres 2018 nutzt die SBB Cargo Deutschland 13 der verbliebenen Gleise als neuen Standort im Rhein-Main-Gebiet und bildet dort Züge. Zunächst verkehrten von hier täglich drei Güterzüge. Problematisch an dem Standort ist, dass Züge mit beladenen Kesselwagen, die Gefahrgut transportieren, den unmittelbar westlich von Offenbach gelegenen Bahnhof Frankfurt (Main) Süd seit den Eisenbahnunfällen in Frankfurt (Main) Süd 1996 und 1997 nicht mehr durchfahren dürfen und solche Züge Offenbach über die Bahnstrecke Darmstadt–Aschaffenburg und Hanau Hauptbahnhof von Osten her auf einem erheblichen Umweg anfahren müssen. Der Umschlagbereich soll ein Wohngebiet mit Infrastruktur werden. Der Baubeginn war für 2024 geplant.